# John Boyd Orr
Lord John Boyd Orr,  barone Boyd-Orr (Kilmaurs, 23 settembre 1880 – Edzell, 25 giugno 1971), è stato un politico, biologo e insegnante scozzese.
Ha vinto il Premio Nobel per la Pace per la sua ricerca scientifica sulla nutrizione animale come sulla coltivazione di diverse specie di piante cereali e  per il suo operato come Direttore generale della FAO.

## Opere
- (1905) Scotch Church Crisis: The Full Story of the Modern Phase of the Presbyterian Struggle, Glasgow, John M'Neilage.
- (1929) Minerals in Pastures and Their Relation to Animal Nutrition, London, Lewis.
- (1934) The National Food Supply and Its Influence on National Health, London, King.
- (1936) Food, Health and Income, London, Macmillan.
- (1937) Nutritional Science and State Planning, in John Boyd Orr et al. (eds). What Science Stands For, London, Allen & Unwin.
- (1942) Fighting for What?, London, Macmillan.
- (1943) Food and the People, London, Pilot Press.
- (1946) A Charter for Health, London, Allen & Unwin.
- (1948) Food: The Foundation of World Unity, London, National Peace Council.
- (1950) International Liaison Committee of Organisations for Peace: A New Strategy of Peace Londo, National Peace Council.
- (1957) Feast and famine: The wonderful world of food, London, Rathbone Books.
- (1958) The Wonderful World of Food: The Substance of Life Garden City, NY, Garden City Books.
- (1964) The White Man's Dilemma: Food and the Future con David Lubbock, London, Allen & Unwin.
- (1966) As I recall: the 1880s to the 1960s introdotto da Ritchie Calder, London, MacGibbon & Kee.
- (1970) Ethical Choice con Robert Nelson Beck, London, Free Press, ISBN 0-02-902070-0